# Peter Ringering
Peter Ringering (Ringerinck), född omkring 1612 i Holstein, död före 20 juni 1650 i Danzig, var en tysk bildhuggare. 
Han var troligen son till bildhuggaren Heinrich Ringering i Flensburg och bror till Johan Ringering. Han utförde omkring 1632 tolv romerska medaljhuvuden som prydde fasaden till Langgasse 29 i Danzig. Efter några års frånvaro från staden återvände han dit i slutet av 1640-talet och utförde åtta stycken kvinnofigurer i sandsten som prydde attikan på Langgasser Thor i Danzig. Dessa ersattes under 1880-talet med kopior utförda i terrakotta. Originalen finns avbildade på ett av Jeremias Falcks kopparstick. I ett brev till riksskattemästaren uppges att han antogs som steen- och bilthuggare i drottning Kristinas tjänst 1649 mot en årslön av 600 riksdaler. 
Några kända svenska föremål av hans hand finns inte men man antar att den elfenbensskulptur med krucifix som upptas i drottning Kristinas konstinventarium är utfört av Ringering. Han återvände till Danzig under våren 1650 och avled kort tid efter återkomsten genom drunkning.